# قامشلو (گغارکونیک)
قامشلو (به لاتین: Kamyshlu) یک منطقه مسکونی در ارمنستان است که در استان گغارکونیک واقع شده است.